# 劉養粹
劉養粹（？—1634年），字季玉，一字粹白，號清寰，一號霜锷，河南汝宁府固始县民籍，陕西延安府中部县人。明朝政治人物。

## 生平
刘养粹四岁丧父，萬曆三十四年（1606年）丙午科河南鄉試第四名舉人，天啓二年（1622年）壬戌科進士。刑部觀政，三年二月授山东昌乐县知县，五年调任掖县知县，崇祯元年（1628年）行取考選，授南京广东道监察御史，三年管凤阳仓，四年升广平府知府，七年官山西副使，分守汾阳，九月卒于官。

## 家族
先世陕西中部人，名臣中丞刘聪之后。曾祖劉潔，故不仕。至祖父劉淮（刘志敏）在南京做官，归乡经过固始，因定居。父刘锡，前母張氏，母張氏；生四子养廉（渑池教諭）、养箴、养纯、养粹，早卒。
娶李氏，繼娶彭氏。子劉冕、劉冠。